# Rachel Zoe

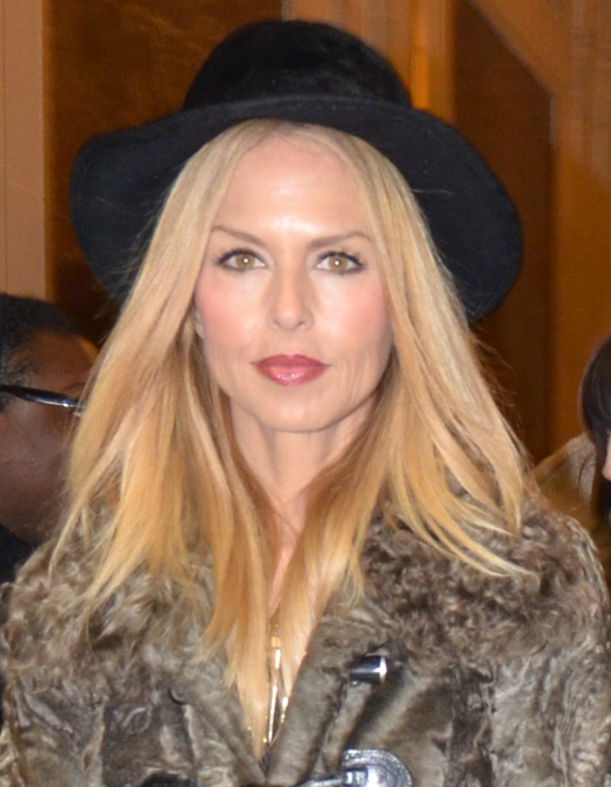
Rachel Zoe

Rachel Zoe Rosenzweig (* 1. September 1971 in Millburn, New Jersey) ist eine US-amerikanische Stylistin.

## Leben
Zoe wuchs in einem wohlhabenden Vorort von New Jersey auf. Ihre Eltern waren Kunstsammler. Sie schloss ihr Soziologie- und Psychologiestudium an der George Washington University (Washington, D.C.) im Jahr 1993 ab. Seit 1996 ist sie mit Rodger Berman verheiratet; sie sind Eltern von zwei Kindern.
Als Stylistin arbeitet sie mit Zeitschriftenredakteuren und Prominenten, wie etwa Brenda Song, Lindsay Lohan, Mischa Barton, Mario Orejel, Nicole Richie und Keira Knightley, zusammen. Zu Zoes aktuellen Kunden gehören Cameron Diaz, Jennifer Garner, Kate Hudson, Kate Beckinsale, Debra Messing, Demi Moore, Liv Tyler, Joy Bryant, Molly Sims, Beau Garrett, Eva Mendes, Paula Patton und Anne Hathaway. Zoe kreierte mit Hilfe des Reality-TV-Star Nicole Richie den „Boho-Chic“.
2007 gab sie zusammen mit Rose Apodaca das Buch Style A to Zoe: The Art of Fashion, Beauty, & Everything Glamour heraus.
Seit dem Jahre 2008 tritt sie in ihrer Reality-TV-Serie The Rachel Zoe Project auf dem US-amerikanischen Fernsehsender Bravo auf.
Für Samsung entwarf sie das BlackJack-Smartphone.